# ۳۷ (عدد)
۳۷ به حروف سی و هفت یک عدد طبیعی است که بعد از ۳۶ و قبل از ۳۸ قرار دارد.